# Amaya (Browser)
Amaya ist ein eingestellter, experimenteller Webbrowser und HTML-Editor, der vom W3C von 1996 bis 2013 entwickelt wurde. Amaya integrierte viele Standards, die von den verbreiteten Browsern oftmals noch nicht implementiert wurden. So unterstützte dieser Browser bereits vor den meisten anderen Browsern XHTML, MathML oder SVG. Zudem experimentierte das Projekt unter dem Namen Annotea auch mit dem semantischen Web. Da Amaya all diese damaligen Standards beherrschte, wurde der Browser oft zu Demonstrationszwecken verwendet.
Wegen seiner damalig vielfältigen Möglichkeit, verschiedene Auszeichnungssprachen gemäß dem vom W3C definierten Standard zu interpretieren, wurde Amaya oft zu Referenzzwecken herangezogen, um beispielsweise die Barrierefreiheit von Internetseiten zu testen.
Ähnlich dem Wiki-Prinzip konnte man mit Amaya nicht nur Webseiten betrachten, sondern diese auch erstellen oder verändern. Die Dateien werden mit dem HTTP-Request PUT hochgeladen.
Amaya stand zuletzt für Windows 2000 oder höher, Linux, Mac OS X und andere Unix-Derivate zur Verfügung.